# Victor Espiritu
Victor Espiritu (* 22. September 1975) ist ein ehemaliger philippinischer Bahn- und Straßenradrennfahrer.
Victor Espiritu entschied 1996 die Gesamtwertung der Le Tour de Filipinas für sich. 1998 errang er bei den Asienspielen in Bangkok die Bronzemedaille im Straßenrennen. Ab 2004 fuhr er für das philippinische Radsportteam Pagcor Casino Filipino und 2006 für das Treo Pro Cycling Team. In der Saison 2007 gewann Espiritu eine Etappe bei der Le Tour de Filipinas sowie die Gesamtwertung der Rundfahrt.

## Erfolge – Straße
1996
- Gesamtwertung und eine Etappe Le Tour de Filipinas

1998
- Asienspiele – Straßenrennen

2007
- Gesamtwertung und eine Etappe Le Tour de Filipinas

## Teams
- 2004 Pagcor Casino Filipino
- 2005 Casino Filipino Pro Cycling Team
- 2006 Treo Pro Cycling Team